# 이호르 리바크
이호르 미하일로비치 리바크(우크라이나어: Ігор Михайлович Рибак, 1934년 3월 21일 ~ 2005년 9월 28일)는 소련의 역도 선수였다.
우크라이나 하르키우에서 태어난 리바크는 아반하드 스포츠 사회를 대표했다.
그는 1956년 하계 올림픽에 참가하여 라이트급 부문에서 동료 선수 라빌 하부트디노프를 앞서 금메달을 획득하였다.
또한 같은해에 열린 유럽 역도 선수권 대회 미들급에서 다시 하부트디노프를 앞서 우승하였다.
1950년대 후반에 그는 의사가 되었다.